# عقلانیت محدود

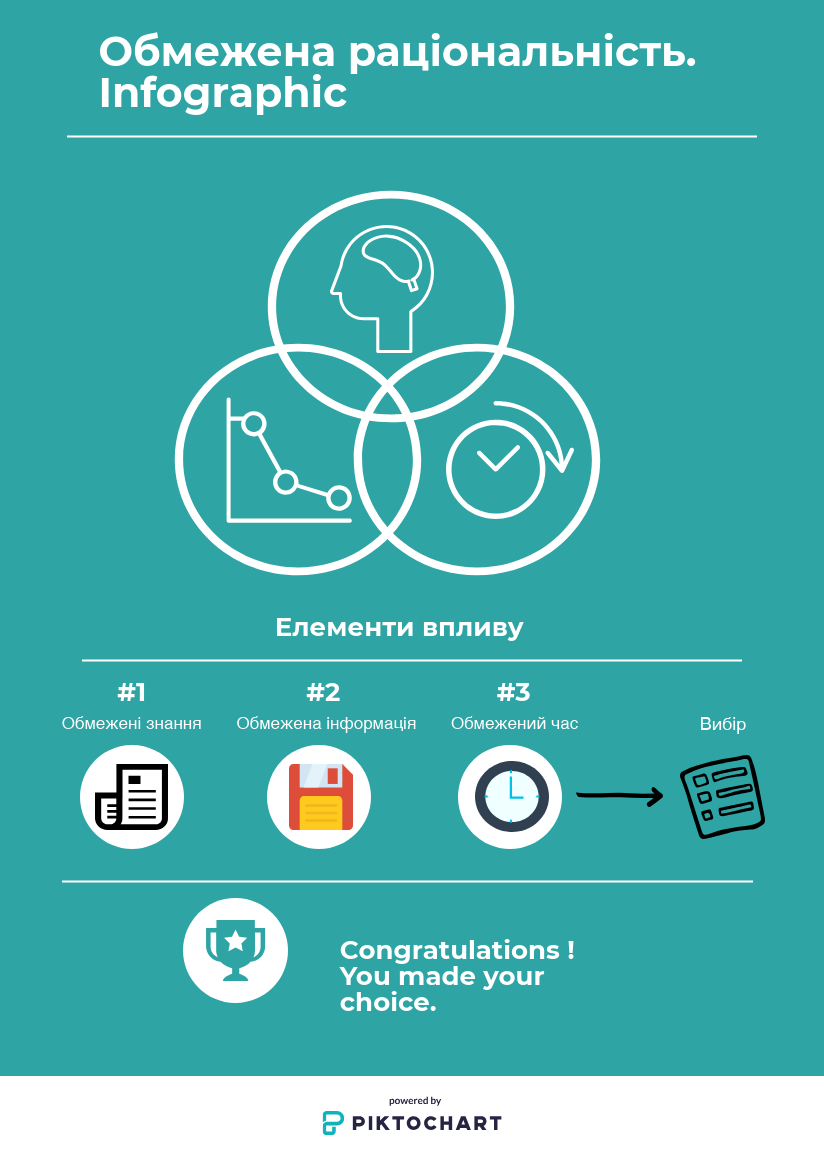
ابزار مورد نیاز عقل محدود انسان برای پیشرفت علم

عقلانیت محدود (به انگلیسی: Bounded Rationality) در شرایطی مطرح می‌شود که افراد در زمان تصمیم‌گیری با محدودیت اطلاعاتی، گستردگی مسئله، محدودیت‌های شناختی ذهن، و محدودیت زمانی مواجه هستند. در این حالات، تصمیم‌گیرنده به جای راه‌حل بهینه، در پی دست‌یابی به راه‌حلی رضایت‌بخش می‌باشد. هربرت اِی سیمون مفهوم عقلانیت محدود را ارائه داده‌است و به عنوانی راهکاری جایگزین برای مدل‌سازی ریاضی تصمیم‌گیری، در علم اقتصاد، علوم سیاسی و رشته‌های مربوطه استفاده می‌شود. در مقابل «عقلانیت کامل به عنوان بهینگی»، اشاره به تصمیم‌گیری کاملاً مبتنی بر فرایند عقلایی به منظور پیدا کردن راهکاری بهینه با استفاده از اطلاعات موجود دارد. سیمون برای ارائهٔ این مفهوم از مثال تیغه‌های قیچی استفاده می‌کند، که یکی از تیغه‌های آن بیانگر «محدودیت‌های شناختی» است که انسان‌ها در عالم واقع با آن مواجه هستند و تیغهٔ دیگر «ساختار محیط» است که بیانگر چگونگی استخراج ساختارهایی قانونمند در محیط، توسط ذهن انسان است.

برخی از الگوهای رفتاری انسان در علوم اجتماعی فرض می‌کنند که انسان به‌طور تقریبی عقلایی رفتار می‌نماید. بسیاری از الگوهای موجود در علم اقتصاد نیز، فرض را بر این می‌گذارند که افراد به‌طور متوسط عقلایی رفتار می‌نمایند. مفهوم عقلانیت محدود، در واقع اقدام به بازنگری این پیش‌فرض می‌نماید که در عالم واقع، اتخاذ تصمیمات کاملاً عقلایی غالباً غیرممکن است؛ زیرا در تصمیمات خود در شرایط واقعی با گستردگی مسئله و نیز محدود بودن منابع اطلاعاتی در دسترس مواجه هستند.

## چرا عقلانیت محدود؟
مبدأ اصلی پیدایش عقلانیت محدود را می‌توان در ناتوانی مدل‌های ارائه شده بر پایهٔ دیدگاه «انسان کاملاً عقلایی» دانست. این نا کارامدی در مقایسهٔ فروضی که توسط اقتصاددانان در مورد «عقلانیت کامل» مقرر می‌گردد، با مشاهدات به دست آمده از رفتار انسان‌ها معلوم می‌شود. اگر می‌توانستیم به انسان‌ها به شکل «ماشینهای معجزه آسا» که پارامترهای اقتصادی را به هم مرتبط می‌کنند بنگریم، مسئله تا این اندازه پیچیده نبود. بدیهی است که این فرض منطقی نیست. این دیدگاه که، هدف اصلی علم اقتصاد توضیح دادن روابط جالب توجه بین مفاهیمی که در استدلال انسان‌ها در مواقع تعامل به وجود می‌آیند است، منطقی تر به نظر می‌رسد. با قبول این دیدگاه علاوه بر آزمون کردن نتایج، نیاز به بررسی در مورد واقعی بودن فرایض نیز وجود دارد.

## یک مثال: شطرنج
بازی شطرنج یک مثال مناسب برای درک مفهوم عقلانیت محدود است. در بازی شطرنج واقعی بازیگران ممکن است در مورد دانش ویا توانایی تحلیل با یکدیگر متفاوت باشند. در مقایسه، هنگامی که شطرنج با فرض عقلایی بودن بازیگران مدل می‌شود، در واقع فرض بر این است که دانش بازیگران از قوانین بازی کامل وتوانایی تحلیلشان یکی است. ثابت می‌شود که شطرنج یک بازی با جواب بدیهی برای بازیگران عقلایی است. یعنی یک الگوریتم وجود دارد که می‌توان از آن برای حل کردن بازی استفاده کرد. این الگوریتم یک جفت استراتژی برای هر یک از بازیگرها معرفی می‌کند که اگر هر کدام ازبازیگرها مطابق استراتژی خود عمل کنند، نتیجه برایشان حد اقل به خوبی نتیجهٔ تعادلی است صرف نظر از اینکه بازیگر مقابل چگونه عمل کند. وجود چنین استراتژی باید باعث از بین رفتن جذابیت شطرنج شود. با این حال شطرنج همچنان به صورت یک بازی جذاب باقی‌مانده‌است. نتیجه تعادلی این جفت استراتژی همچنان در حال محاسبه است. اگرچه، حتی اگر معلوم شود که بازیگر سفید یک استراتژی برنده شدن دارد، برای انسان مقدور نیست که این استراتژی را اجرا کند. در نتیجه اگرچه یک مدل مجرد برای شطرنج به ما کمک می‌کند که حقایق مهمی در مورد بازی را بفهمیم، اما مهم‌ترین مشخصهٔ نتیجهٔ بازی در واقعیت را حذف می‌کند: توانایی بازیگرها

## عقلانیت محدود و مدل‌سازی
هدف اصلی در مدل کردن عقلانیت محدود در واقع ساختن مدل‌هایی است که ابزارهای مناسبی برای توضیح دادن پدیده‌هایی است که با ابزارهای دیگر قابلیت توضیح نداشته‌اند. موارد زیر مثال‌هایی از این دست هستند که نیاز به توضیح دارند:
- تبلیغات فرایندی است که قرار است که روی تصمیمات آحاد اقتصادی از طریق ارسال اطلاعات برای تغییر ترجیحات و حتی از طریق تغییر روش تصمیم‌گیری افراد اثر بگذارد.
- تصمیم گیرندگان حتی اگر از لحاظ اطلاعات در یک سطح باشند، توانایی یکسانی در تحلیل شرایط ندارند. تفاوت در موفقیت‌های اقتصادی می‌تواند باعث به وجود آمدن چنین تفاوت توانایی بشود.
- بسیاری از نهادهای اجتماعی وجود دارند که هدفشان ساده کردن مسئلهٔ تصیم‌گیری افراد است.

## عقلانیت محدود در انتخاب

### فرد عقلایی
در تئوری اقتصاد تصمیم گیرندهٔ عقلایی فردی است که انتخاب خود را بعد از بررسی انتخاب‌های مختلف و با توجه به موارد زیر انجام می‌دهد:
- چه مواردی ممکن است؟
- چه مواردی مطلوب است؟
- بر طبق مطلوبیت و محدودیت موجود کدام انتخاب بهترین است؟

یک فرض اساسی دربارهٔ فرد عقلایی وجود دارد:
روش یافتن انتخاب‌های ممکن و روش تعریف ترجیحات کاملاً مستقل از یکدیگر هستند. یعنی اگر تصمیم گیرنده‌ای در یک تصمیم‌گیری که دو مورد خاص را شامل می‌شود یکی را بر دیگری ترجیح دهد، در هر تصمیم دیگری که این دو مورد را شامل شود این دو انتخاب را به همان شکل قبل رتبه‌بندی می‌کند.

### دیدگاه سنتی اقتصاد دانان
اقتصاد دانان همواره در مورد فرض «فرد عقلایی» دیدگاهی پوزش‌آمیز داشته‌اند. کمی تأمل نشان می‌دهد که این فرض غیرواقعی است.
دیدگاه «سنتی» اقتصاد دانان این‌گونه است: ما در اقتصاد عموماً به دنبال رفتار یک تصمیم گیرنده هستیم تا رویهٔ شکل‌گیری تصمیم او. بنابراین حتی اگر تصمیم گیرنده مطابق فروض عقلایی عمل نکند، همچنان ممکن است که رفتارش را بتوان با عقلایی بودن توضیح داد؛ و این امر برای اهداف اقتصادی کافی است.
یک مثال مناسب برای این مطلب را می‌توان در نظریهٔ رفتار مصرف‌کننده یافت. فرض کنید مصرف‌کننده‌ای در یک جهان دو کالایی شامل کالای ۱ و ۲ با بودجه ی I و قیمتهای p۱ و p۲ قرار دارد. فرض کنید که مصرف‌کننده x درصد بودجه خود را به کالای اول و بقیه بودجه خود را به کالای دوم تخصیص دهد. این رویه تصمیم‌گیری ممکن است نتیجه یادگیری تجربی باشد. اگرچه این تصمیم را می‌توان به صورت مسئلهٔ بهینه‌سازی با تابع مطلوبیت کاب-داگلاس نیز بیان کرد.

### حمله به دیدگاه سنتی
۳ دلیل در بارهٔ رفتارهایی که با فرض عقلایی بودن در تناقض هستند وجود دارد:

#### اثر طراحی
اثر طراحی (به انگلیسی: Framing Effect) اثری است که تنها به صورت بندی مسئله مربوط است نه به ماهیت آن. از آنجاییکه تصمیم گیرنده باید از درون یک مجموعه انتخاب کند، این مجموعه باید تعریف شود. نحوهٔ تعریف این مجموعه ممکن است در انتخاب تصمیم گیرنده تأثیر بگذارد.

#### تمایل به ساده‌سازی مسئلهٔ تصمیم‌گیری
تصمیم گیرندگان احتمالاً به دلیل ذخیره‌سازی منابع تصمیم‌گیری تمایل به ساده‌سازی مسئلهٔ خود دارند.

#### جستجو برای دلیل
انتخاب‌ها اغلب بر پایهٔ دلایل استوارند. اگر این دلایل از مسئلهٔ انتخاب مستقل باشند، اینکه تصمیم گیرنده بر اساس آن‌ها انگیزه خاصی پیدا کند با مفهوم عقلایی بودن متناقض نمی‌شود. اگر چه، گاهی اوقات این دلایل درونی هستند و در نتیجه از مسئلهٔ مذکور مستقل نیستند. در این موارد تناقض با عقلایی بودن اغلب اجتناب ناپذیر است.

## اشتباه در مقابل عقلانیت محدود
مسئله‌ای که این دو مفهوم را به هم مر تبط می‌کند از اینجا ناشی می‌شود که ممکن است بیان شود اقتصاد دانان نباید به افرادی که در بازار به شکل "۳=۱+۱" محاسبه می‌کنند توجه کنند. در نتیجه مشابهاً نباید به افرادی که در آن‌ها اثر طراحی دیده می‌شود توجه کرد.
هر چند برچسب‌گذاری رفتار با "اشتباه" مفهوم رفتار را زیر سئوال می‌برد. اگر بسیاری از معامله کنندگان در بازار به شکل "۳=۱+۱" محاسبه می‌کنند، ممکن است "اشتباه" آن‌ها به لحاظ اقتصادی معنا دار باشد.